# Acyphas fulviceps
Acyphas fulviceps är en fjärilsart som beskrevs av Walker 1855. Acyphas fulviceps ingår i släktet Acyphas och familjen tofsspinnare. Inga underarter finns listade i Catalogue of Life.